# Bredhalsad kornlöpare
Bredhalsad kornlöpare (Amara lunicollis) är en skalbaggsart som beskrevs av Schiodte. Bredhalsad kornlöpare ingår i släktet Amara och familjen jordlöpare. Arten är reproducerande i Sverige. Inga underarter finns listade i Catalogue of Life.

## Bildgalleri

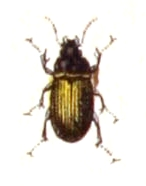